# Kid Rock
Kid Rock, artistnamn för Robert James "Bob" Ritchie, också känd som Bobby Shazam, född 17 januari 1971 i Romeo, Macomb County, Michigan, är en amerikansk rocksångare. Han slog igenom 1998 med sitt fjärde album, Devil Without a Cause.
Den 29 juli 2006 gifte han sig med Pamela Anderson i Saint-Tropez, efter att ha haft ett förhållande med henne under flera år. Endast fyra månader efter bröllopet, i november 2006, ansökte paret om skilsmässa. Kid Rock har en son från ett annat förhållande, Robert James Ritchie Jr, född 1993.

## Diskografi
Studioalbum
- 1990 – Grits Sandwiches for Breakfast
- 1993 – The Polyfuze Method
- 1996 – Early Mornin' Stoned Pimp
- 1998 – Devil Without a Cause
- 2001 – Cocky
- 2003 – Kid Rock
- 2007 – Rock N Roll Jesus
- 2010 – Born Free
- 2012 – Rebel Soul
- 2015 – First Kiss
- 2017 – Sweet Southern Sugar

Livealbum
- 2006 – Live Trucker

Samlingsalbum
- 2000 – The History of Rock
- 2018 – Greatest Hits: You Never Saw Coming